# إفون برايزلاند
إفون بريسلاند	(18 نوفمبر 1925 - 13 يناير 1992) ممثلة مسرحية من جنوب أفريقيا. وبعض من أشهر أعمالها كانت مع مسرحيات اثول فيوغارد (بالإنجليزية:  Athol Fugard)‏.

## السيرة الذاتية
وُلدت إفون في كيب تاون بجنوب أفريقيا ، وهي ابنة أدولفوس والتر هايلبلوت ، وكلارا إيثيل . تلقت تعليمها في دير القديسة ماري ، شارع هوب Hope -كيب تاون.

## اعمالها

### في المسرح
- People Are Living There (1969) – Millie
- Boesman and Lena (1971) – Lena
- Orestes (play)|Orestes (1971) – Clytemnestra
- Statements After an Arrest Under the Immorality Act (1972)
- Dimetos (1976) (with Paul Scofield and Ben Kingsley)
- Franz Grillparzer's Medea (1977) translated by [[Barney Simon
- Hello and Goodbye (1978)
- The Woman (1978) – Hecuba
- Richard III (play)|Richard III (1979) – Queen Margaret
- Othello (1980) Emilia
- Dario Fo and Franca Rame (1981) One Woman Plays:

Waking up; A Woman Alone; The Same Old Story; Medea
- The Road to Mecca (1985) – Helen Martins
- The Wild Duck – Gina Ekdal
- Mrs. Warren's Profession – title role
- The Glass Menagerie – Amanda Wingfield

### افلام
- Boesman and Lena (1972)
- Stealing Heaven (1988) as Baroness Lamarck
- Johnny Handsome (1989) as Sister Luke
- The Road to Mecca (film)|The Road to Mecca (1991) as Miss Helen

## الجوائز
- The Order of Ikhamanga in Silver was awarded posthumously to Bryceland for "Excellent Achievement in the Fields of Dramatic Art"
- Fleur du Cap Theatre Awards for Best Actress 1966, 1969 & 1973
- Laurence Olivier Award for Actress of the Year in a New Play 1978 (nominated)
- 1985 Laurence Olivier Awards|Laurence Olivier Award for Best Actress 1985
- Obie Award for Distinguished Performance by an Actress 1988
- Theatre World Award 1988

## الوفاة
توفيت إفون جراء مرض السرطان في عام 1992 في سن 66 في لندن في المملكة المتحدة.

## وصلات خارجية
- إفون برايزلاند على موقع IMDb (الإنجليزية)
- إفون برايزلاند على موقع الموسوعة البريطانية (الإنجليزية)
- إفون برايزلاند على موقع قاعدة بيانات برودواي على الإنترنت (الإنجليزية)
- إفون برايزلاند على موقع قاعدة بيانات الفيلم (الإنجليزية)
- Yvonne Bryceland's biodata at Britannica.com
- Biodata